# Antonio Bagioli (1783-1855)
Antonio Bagioli (Cesena, 26 agosto 1783 – 21 agosto 1855) è stato un compositore italiano.
È stato uno dei protagonisti della vita musicale di Cesena.
Allievo a Bologna di Padre Stanislao Mattei, nel 1806 iniziò per conto del comune di Cesena l'insegnamento della musica nella città ed è ritenuto il fondatore della scuola di musica oggi denominata Istituto Musicale "A. Corelli".
Diplomato in pianoforte e composizione, il Bagioli pubblicò alcuni lavori, conosciuti ma andati persi nel tempo. Attualmente si conservano a Cesena solo due sue composizioni originali.
Dalla sua scuola di canto uscirono numerosi allievi, tra i quali il celebre contralto Marietta Alboni, del quale Antonio Bagioli fu il primo maestro.